# Strade Bianche femenina 2016
La 2.ª edición de la Strade Bianche femenina  se disputó el 5 de marzo de 2016 sobre un recorrido de 121 km con inicio y final en la ciudad de Siena, Italia.
La carrera fue parte del UCI WorldTour Femenino 2016 como competencia de categoría 1.WWT del calendario ciclístico de máximo nivel mundial, siendo la primera carrera de dicho circuito y fue ganada por la ciclista británica Elizabeth Armitstead del equipo Boels Dolmans. El podio lo completaron la ciclista polaca Katarzyna Niewiadoma del equipo Rabo Liv Women y la ciclista sueca Emma Johansson del equipo Wiggle High5.

## Equipos participantes
| Equipos femeninos (23)- Alé Cipollini - Aromitalia Vaiano - Astana Women's - BePink - Boels Dolmans - BTC City Ljubljana - Canyon-SRAM Racing - Cervélo Bigla - Cylance - Hitec Products - Inpa-Bianchi - Lensworld-Zannata - Liv-Plantur - Lotto Soudal Ladies - Orica-AIS - Parkhotel Valkenburg - Poitou-Charentes.Futuroscope.86 - Rabo Liv Women - SC Michela Fanini - Servetto Footon - Tibco-Silicon Valley Bank - Top Girls Fassa Bortolo - Wiggle High5 |
| |

## Clasificaciones finales
Las clasificaciones finalizaron de la siguiente forma:

### Clasificación general
| \| Clasificación general \| Clasificación general \| Clasificación general \| Clasificación general \| Clasificación general \| \| Ciclista \| Ciclista \| Equipo \| Tiempo \| \| \| --------------------- \| --------------------- \| --------------------- \| --------------------- \| --------------------- \| \| 1.ª \| Lizzie Armitstead \| Boels Dolmans \| 3 h 30 min 13 s \| \| \| 2.ª \| Katarzyna Niewiadoma \| Rabo Liv Women \| + 3 s \| \| \| 3.ª \| Emma Johansson \| Wiggle High5 \| + 13 s \| \| \| 4.ª \| Elisa Longo Borghini \| Wiggle High5 \| + 1 min 04 s \| \| \| 5.ª \| Anna van der Breggen \| Rabo Liv Women \| + 1 min 07 s \| \| \| 6.ª \| Megan Guarnier \| Boels Dolmans \| + 1 min 07 s \| \| \| 7.ª \| Annemiek van Vleuten \| Orica-AIS \| + 1 min 13 s \| \| \| 8.ª \| Claudia Lichtenberg \| Lotto Soudal Ladies \| + 1 min 17 s \| \| \| 9.ª \| Lauren Kitchen \| Hitec Products \| + 1 min 17 s \| \| \| 10.ª \| Leah Kirchmann \| Liv-Plantur \| + 1 min 21 s \| \| |                      |                     |                 |
| |                      |                     |                 |
| Fuente: Cycling Quotient |                      |                     |                 |
| Clasificación general |                      |                     |                 |
| Ciclista | Ciclista             | Equipo              | Tiempo          |
| 1.ª | Lizzie Armitstead    | Boels Dolmans       | 3 h 30 min 13 s |
| 2.ª | Katarzyna Niewiadoma | Rabo Liv Women      | + 3 s           |
| 3.ª | Emma Johansson       | Wiggle High5        | + 13 s          |
| 4.ª | Elisa Longo Borghini | Wiggle High5        | + 1 min 04 s    |
| 5.ª | Anna van der Breggen | Rabo Liv Women      | + 1 min 07 s    |
| 6.ª | Megan Guarnier       | Boels Dolmans       | + 1 min 07 s    |
| 7.ª | Annemiek van Vleuten | Orica-AIS           | + 1 min 13 s    |
| 8.ª | Claudia Lichtenberg  | Lotto Soudal Ladies | + 1 min 17 s    |
| 9.ª | Lauren Kitchen       | Hitec Products      | + 1 min 17 s    |
| 10.ª | Leah Kirchmann       | Liv-Plantur         | + 1 min 21 s    |

## UCI WorldTour Femenino
La Strade Bianche femenina otorga puntos para el UCI WorldTour Femenino 2016, incluyendo a todas las corredoras de los equipos en las categorías UCI Team Femenino. Las siguientes tablas muestran el baremo de puntuación y las 10 corredoras que obtuvieron más puntos:
| Posición   | 1.ª | 2.ª | 3.ª | 4.ª | 5.ª | 6.ª | 7.ª | 8.ª | 9.ª | 10.ª | 11.ª | 12.ª | 13.ª | 14.ª | 15.ª | 16.ª | 17.ª | 18.ª | 19.ª | 20.ª |
| Puntuación | 120 | 100 | 85  | 70  | 60  | 50  | 40  | 35  | 30  | 25   | 20   | 18   | 16   | 14   | 12   | 10   | 8    | 6    | 4    | 2    |

| 1.ª  |  |  | 120 |
| 2.ª  |  |  | 100 |
| 3.ª  |  |  | 85  |
| 4.ª  |  |  | 70  |
| 5.ª  |  |  | 60  |
| 6.ª  |  |  | 50  |
| 7.ª  |  |  | 40  |
| 8.ª  |  |  | 35  |
| 9.ª  |  |  | 30  |
| 10.ª |  |  | 25  |